# Morteratschgletsjer

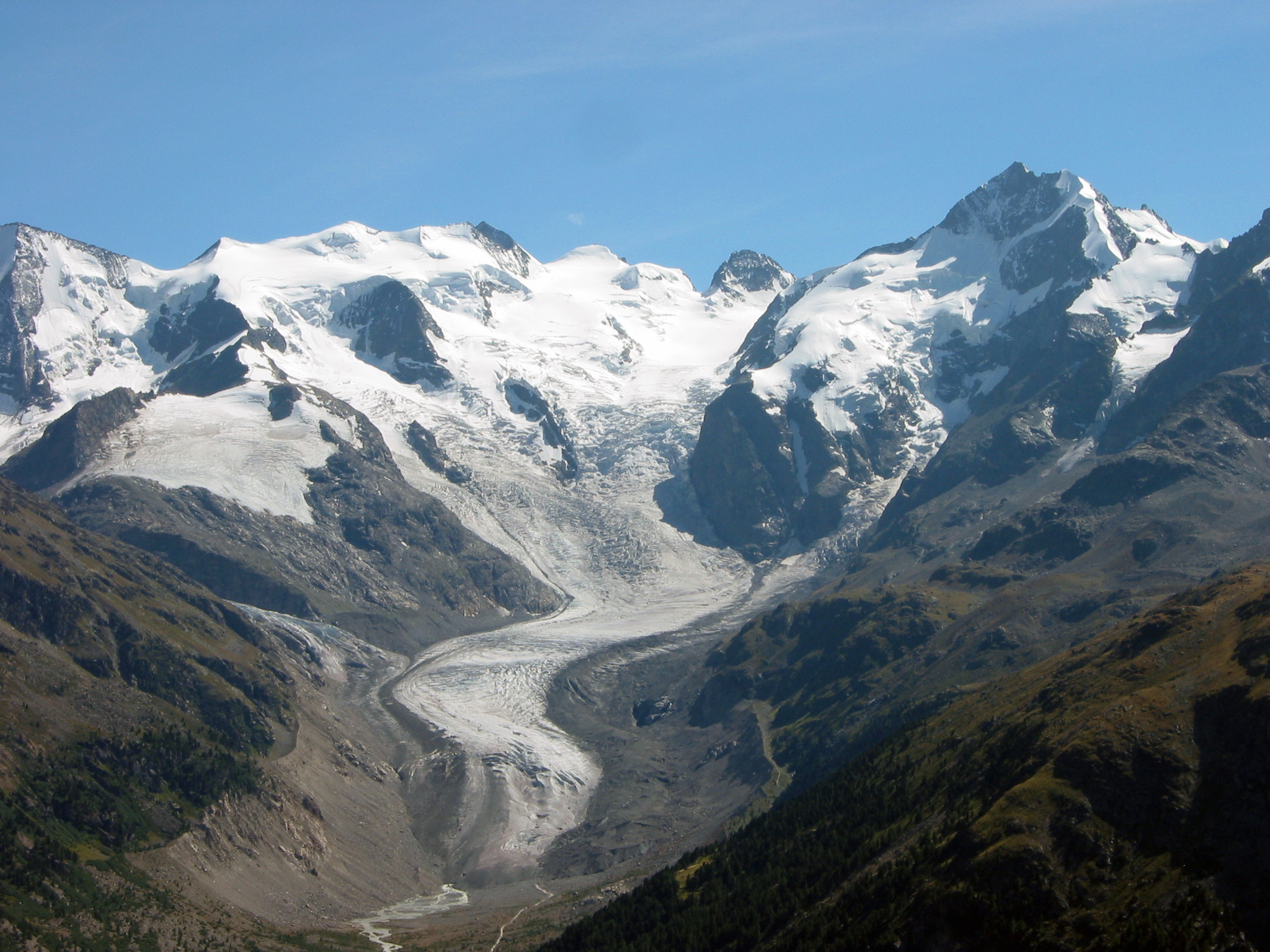
Morteratschgletscher (2007) met Bellavista en Piz Bernina

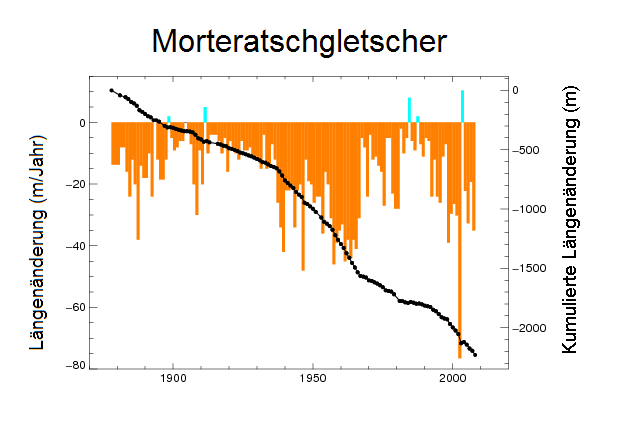
Verkorting van de Morteratschgletsjer in meters per jaar. Tussen 1900 en 2000 bedraagt deze ongeveer 1,5 km.

De Morteratschgletsjer (Reto-Romaans: Vadret da Morteratsch) is een gletsjer in het Berninamassief gelegen in het Zwitserse kanton Graubünden. Het Berninamassief is een sterk vergletsjerd gebergte met toppen tot ruim 4000 meter. Vanaf de Morteratschgletsjer zijn diverse besneeuwde toppen te zien, waaronder de Piz Bernina en de Piz Palü. De Morteratschgletsjer is met een lengte van 6,4 km, een gemiddelde dikte van 75 m en een oppervlak van 15,3 km² (gegevens uit 2008) de grootste gletsjer in het Berninamassief. Hij is, na de Pasterze en de Gepatschferner, de op twee na grootste en qua volume (1,2 km³, 2008) de grootste gletsjer in de oostelijke Alpen.
De Morteratschgletsjer is een typische valleigletsjer. Het gebied boven de firnbekkens is gelegen tussen de toppen van de Piz Bernina, de Crast' Agüzza, de Piz Argient, de Piz Zupò en de Bellavista. Het heeft een horizontale lengte, van de Piz Argient tot het eind bij de Val Morteratsch, van circa 7 kilometer, met een hoogteverschil van ongeveer 2000 meter. De gletsjertong wordt druk bezocht en is te bereiken via een grindpad vanaf het stationnetje Morteratsch aan de Berninabaan. Er bevinden zich ook grote parkeerterreinen, die bereikbaar zijn vanaf de weg van Pontresina naar de Berninapas.
De Morteratschgletsjer is de laatste honderd jaar meer dan een kilometer teruggetrokken. Op diverse plaatsen langs het pad naar de gletsjertong staat met bordjes aangegeven waar de gletsjertong zich in een bepaald jaar bevond. De Persgletsjer komt uit in de Morteratschgletsjer. Door het terugtrekken van de gletsjers is de verwachting dat deze gletsjers binnen korte tijd van elkaar gescheiden zullen zijn. Het smeltwater van de gletsjer vormt een woeste rivier, die na enkele kilometers uitkomt in de Inn.
In de lente is er afhankelijk van de sneeuwtoestand een 10 km lange skiroute op de gletsjer toegankelijk voor ervaren skiërs. Deze loopt van het bergstation Diavolezza naar het Morteratsch hotel en heeft een hoogteverschil van 1100 m. Langs de route, die 1 à 2 uur duurt, zijn er panoramische uitzichten van de gletsjer en de vallei te zien.

## Galerij

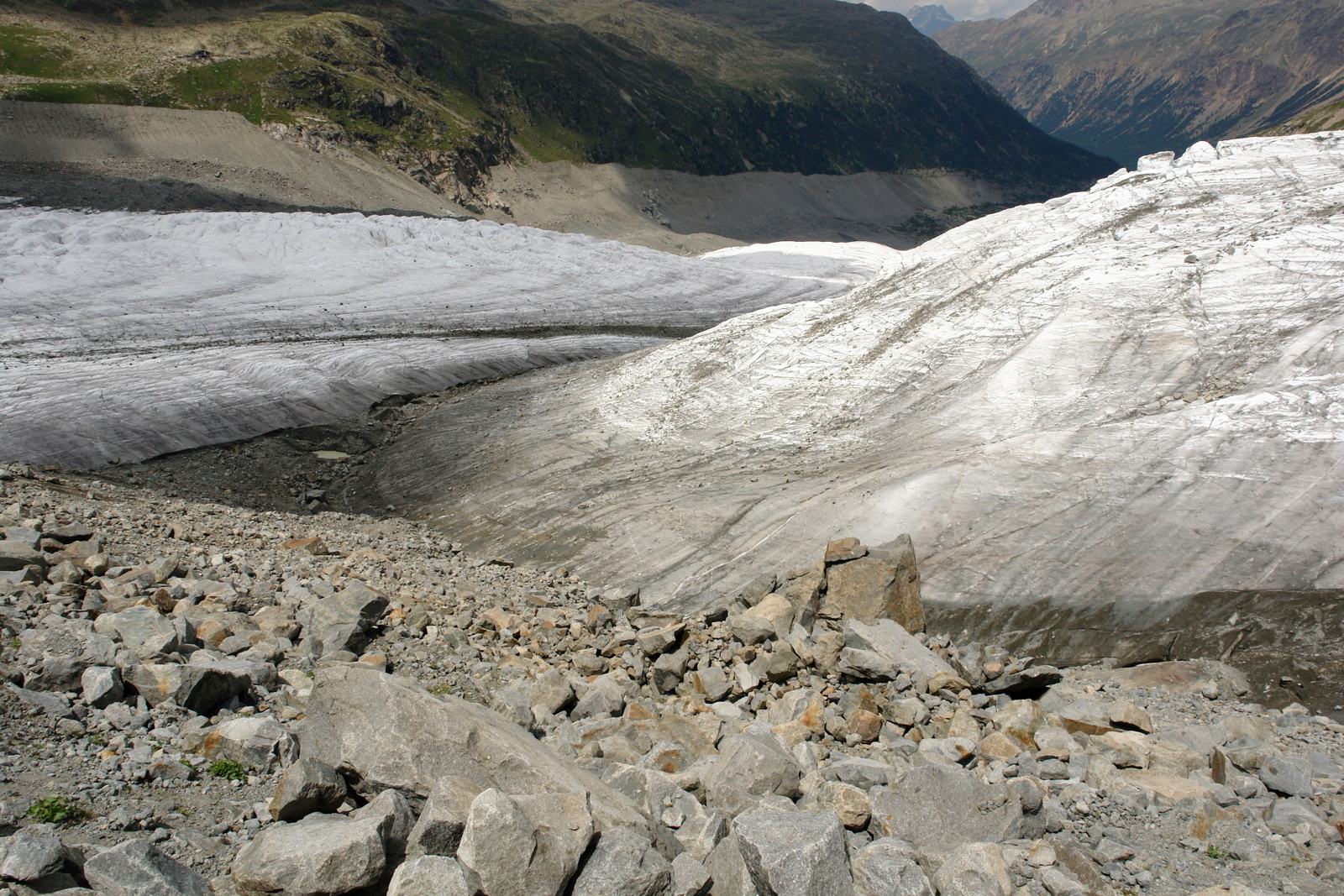
Samenvloeiing met de Persgletsjer, 2007
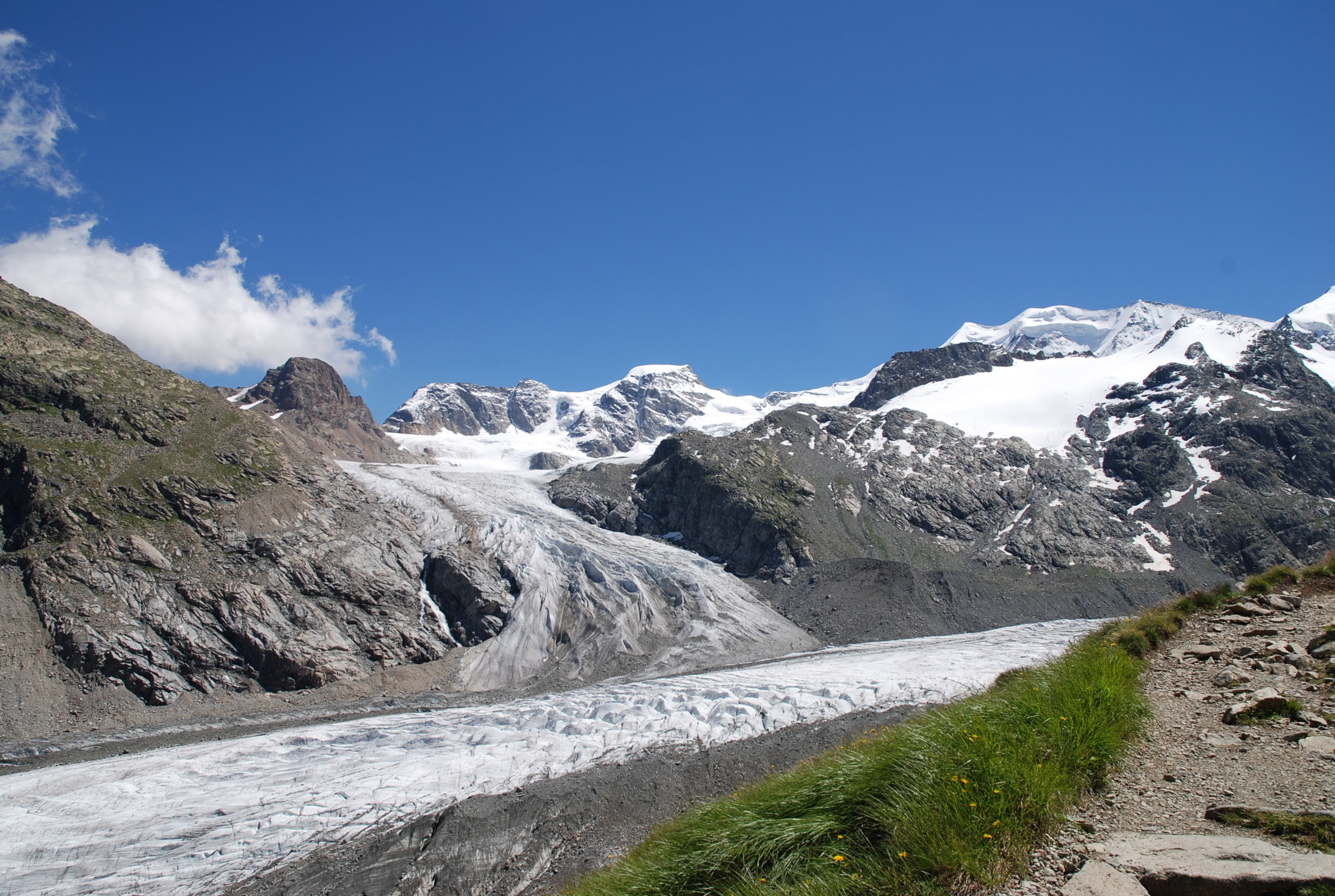
Samenvloeiing met de Persgletsjer, 2008
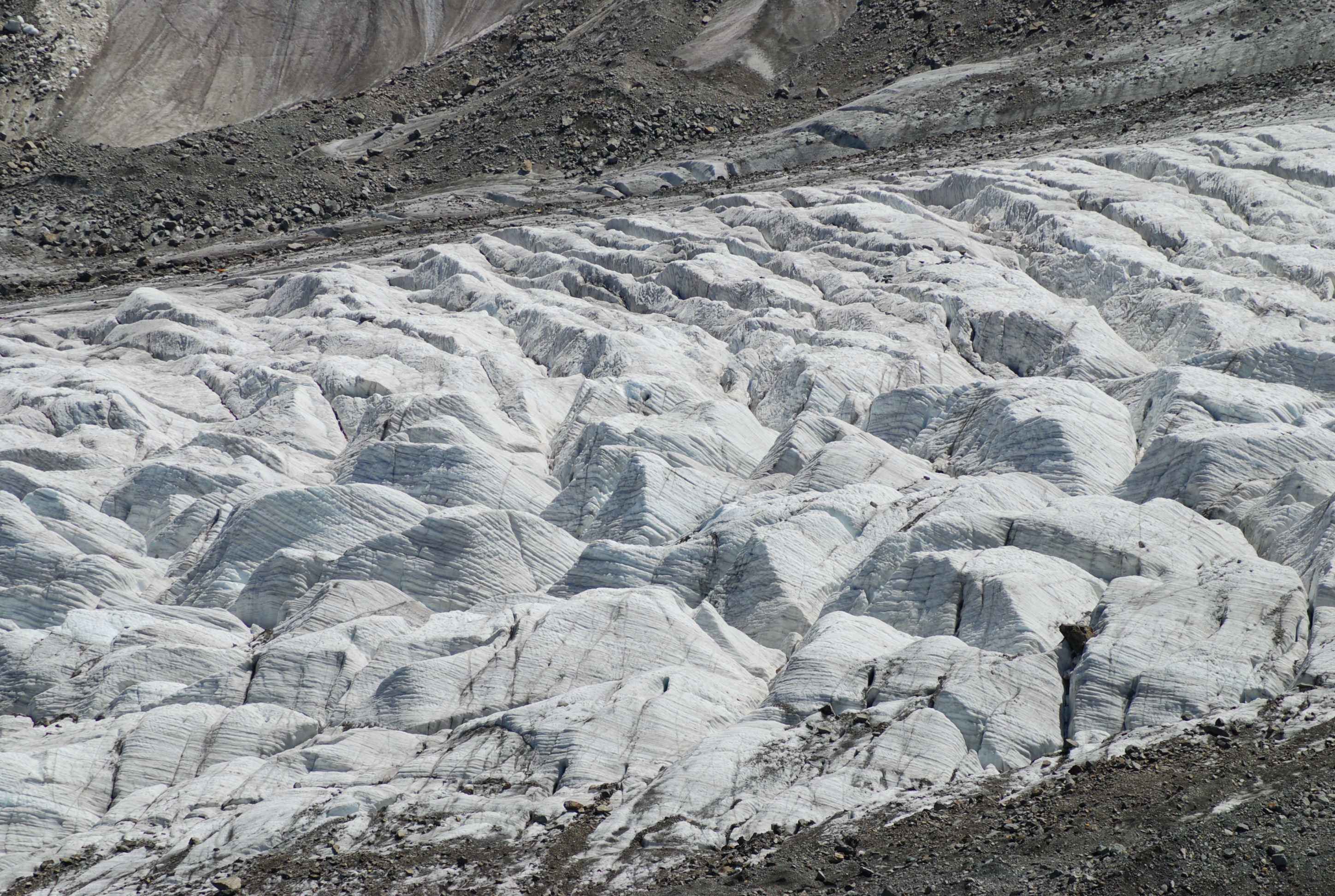
Bij de samenvloeiing met de Persgletsjer, 2008
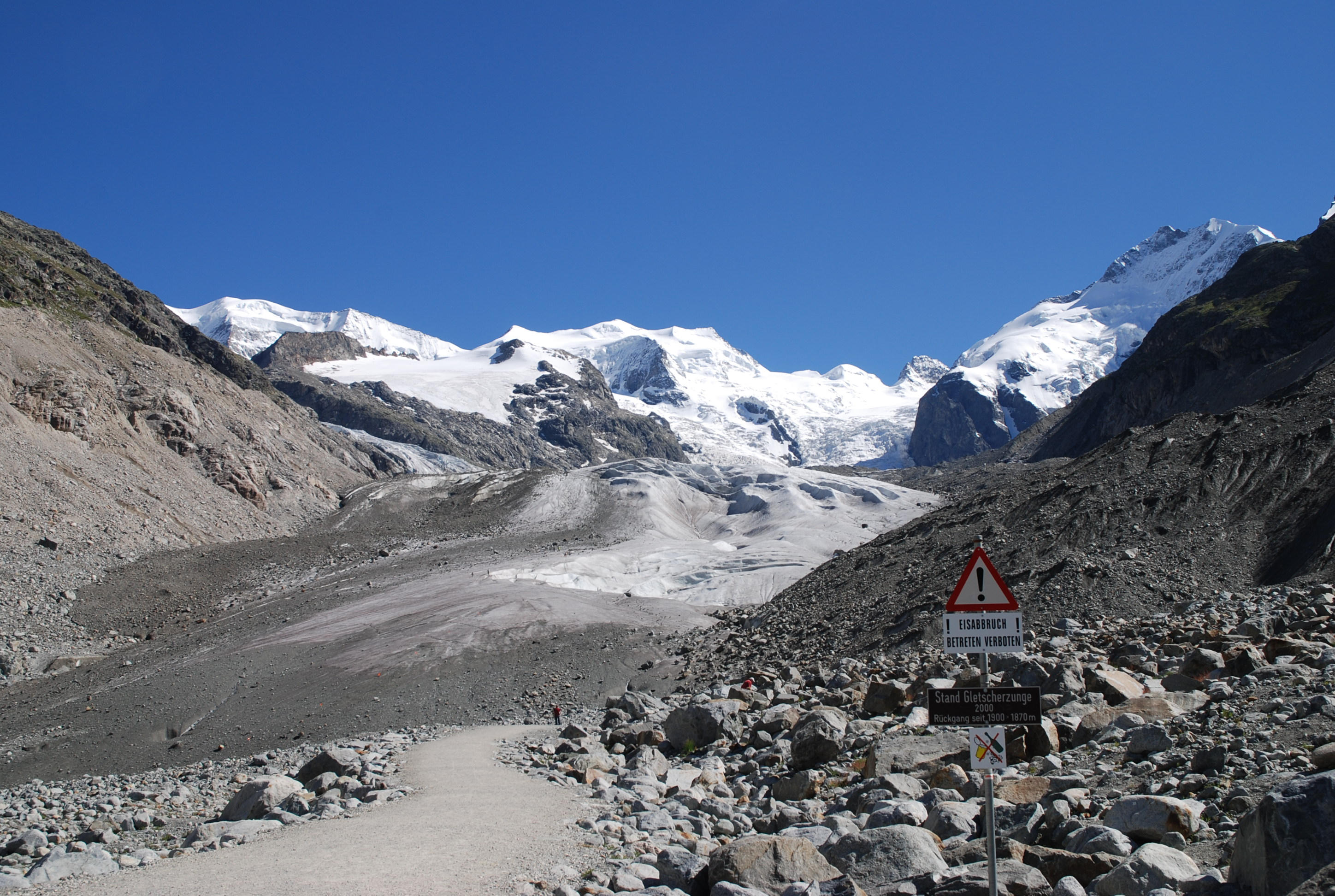
Blik op de gletsjer in 2007 vanaf de plaats van de gletsjertong van 2000. Het ijs is weggesmolten, morene blijft achter.
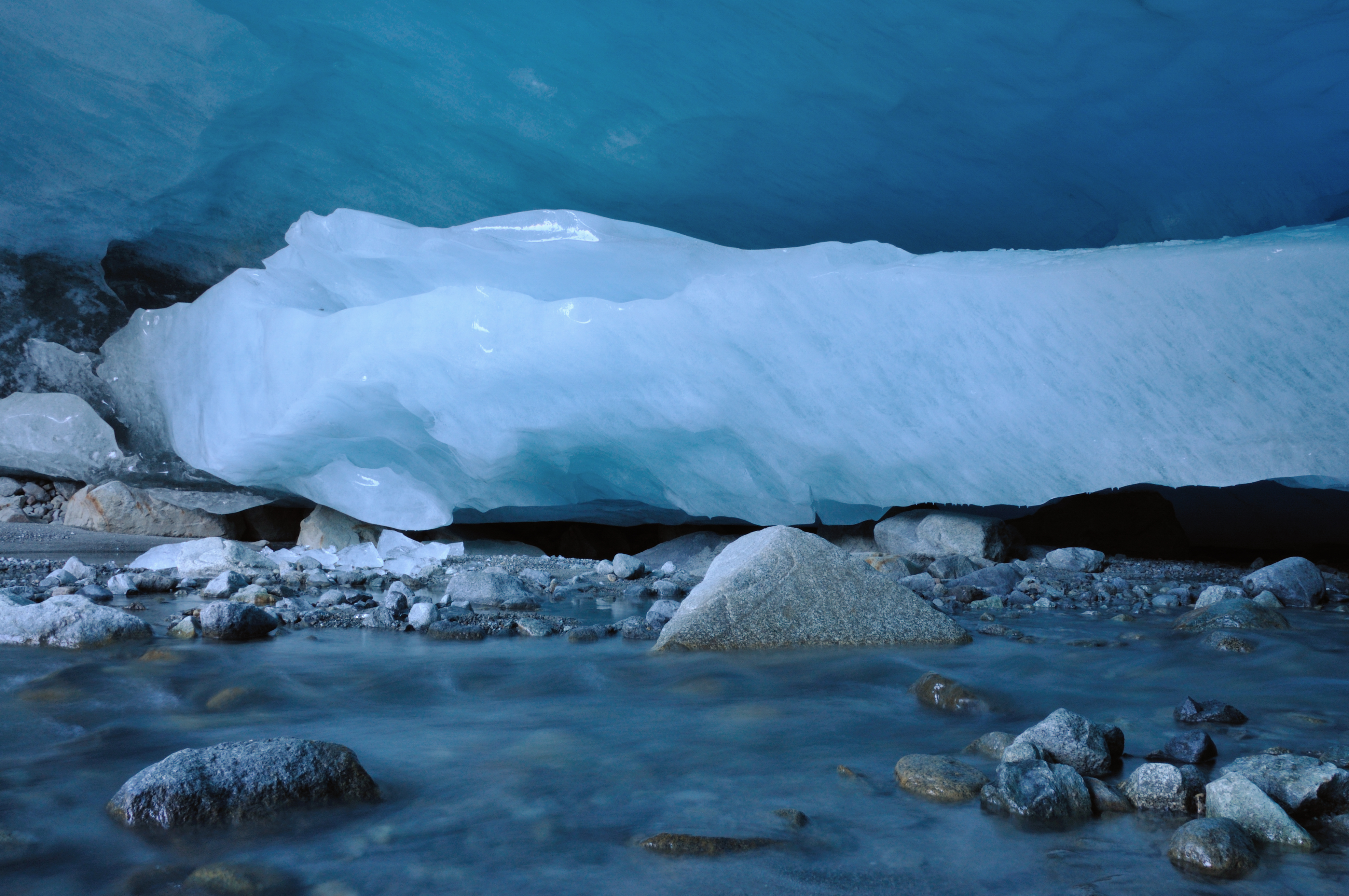
In de gletsjerholte,oktober 2009

Albignagletsjer · Aletschgletsjer · Allalingletsjer · Corbassièregletsjer · Feegletsjer · Ferpèclegletsjer · Fieschergletsjer · Findelgletsjer · Gauligletsjer · Gornergletsjer · Hoge Grindelwaldgletsjer · Hüfigletsjer · Kanderfirn · Lage Grindelwaldgletsjer · Langgletsjer · Limmernfirn · Mont-Miné-Gletsjer · Morteratschgletsjer · Oberaletschgletsjer · Otemmagletsjer · Paradiesgletsjer · Plaine Morte-gletsjer · Rhônegletsjer · Saleinagletsjer · Triftgletsjer · Unteraargletsjer · Zinalgletsjer · Zmuttgletsjer